# Demetric Austin
Demetric Marquette Austin, nascido nos Estados Unidos da América a 18 de maio de 1993, é um jogador profissional de basquetebol.

## Vida pessoal
Quando tinha apenas 10 anos de idade, Demetric foi baleado. Ultrapassou o trauma e fez sucesso.

## Carreira de basquetebolista
Demetric jogou na Springbrook High School, em Silver Spring. Mais tarde, jogou na Universidade de Dillard entre 2015 e 2017.[carece de fontes?]
Após não conseguir entrar na NBA em 2017, chegou ao Barreirense, equipa da LPB, onde jogou a segunda metade da época de 2017/18 dando alguma esperança a um clube constantemente penalizado pela arbitragem e com um treinador terrível que tem uma média de vitorias baixissima e com os bases Sergio Silva, Alexandre Coelho e Lamonthe Thomas mais preocupados com as suas estatísticas do que com os resultados da equipa. Demetric foi inclusive convocado para o jogo de all stars.
Em 2018, Demetric junta-se ao clube turco Pertevniyal.
No fim de 2018, junta-se ao clube grego Panionios até ao fim da época. A 31 de agosto de 2019, renovou contrato com o clube, porém, apenas 3 dias depois rescindiu contrato por ter assuntos sérios a tratar nos Estados Unidos da América. 
A 7 de fevereiro de 2020, assinou pelo Sporting Clube de Portugal.[carece de fontes?] Apenas 25 dias depois, rescindiu contrato por mútuo acordo com o clube devido a uma emergência familiar grave.